# Kerékpározás a 2019. évi Európa-játékokon
A 2019. évi Európa-játékokon a kerékpárversenyeken összesen 22 versenyszámot rendeztek. A kerékpár versenyszámait június 22. és 30. között tartották.

## Helyszínek
| Helyszín              | Sport                  | Dátum         | Versenyszám | Kapacitás |
| --------------------- | ---------------------- | ------------- | ----------- | --------- |
| Minsk Arena Velodrome | Pálya-kerékpározás     | június 27–30. | 20          | 2000      |
| Minszk utcái          | Országúti kerékpározás | június 22–25. | 4           | N/A       |

## Éremtáblázat
|     | Ország                 | Arany | Ezüst | Bronz | Összesen |
| 1.  | Hollandia (NED)        | 7     | 7     | 1     | 15       |
| 2.  | Oroszország (RUS)      | 5     | 1     | 7     | 13       |
| 3.  | Olaszország (ITA)      | 2     | 5     | 2     | 9        |
| 4.  | Svájc (SUI)            | 2     | 1     | 2     | 5        |
| 5.  | Fehéroroszország (BLR) | 2     | 0     | 3     | 5        |
| 6.  | Görögország (GRE)      | 2     | 0     | 0     | 2        |
| 7.  | Nagy-Britannia (GBR)   | 1     | 1     | 2     | 4        |
| 8.  | Litvánia (LTU)         | 1     | 1     | 0     | 2        |
| 8.  | Ukrajna (UKR)          | 1     | 1     | 0     | 2        |
| 10. | Csehország (CZE)       | 1     | 0     | 2     | 3        |
| 11. | Franciaország (FRA)    | 0     | 3     | 0     | 3        |
| 12. | Lengyelország (POL)    | 0     | 1     | 3     | 4        |
| 13. | Ausztria (AUT)         | 0     | 1     | 1     | 2        |
| 14. | Észtország (EST)       | 0     | 1     | 0     | 1        |
| 14. | Portugália (POR)       | 0     | 1     | 0     | 1        |
| 16. | Belgium (BEL)          | 0     | 0     | 1     | 1        |

## Érmesek

### Országúti kerékpározás
| Versenyszám                | Arany                                     | Arany    | Ezüst                              | Ezüst    | Bronz                                      | Bronz    |
| -------------------------- | ----------------------------------------- | -------- | ---------------------------------- | -------- | ------------------------------------------ | -------- |
| Férfi egyéni mezőnyverseny | Davide Ballerini · Olaszország (ITA)      | 4:10.04  | Alo Jakin · Észtország (EST)       |          | Daniel Auer · Ausztria (AUT)               |          |
| Női egyéni mezőnyverseny   | Lorena Wiebes · Hollandia (NED)           | 3:08.13  | Marianne Vos · Hollandia (NED)     |          | Taccjana Sarakova · Fehéroroszország (BLR) |          |
| Férfi egyéni időfutam      | Vaszil Kirijenka · Fehéroroszország (BLR) | 33:03,34 | Nelson Oliveira · Portugália (POR) | 33:31,82 | Jan Bárta · Csehország (CZE)               | 33:40,47 |
| Női egyéni időfutam        | Marlen Reusser · Svájc (SUI)              | 36:17,41 | Chantal Blaak · Hollandia (NED)    | 37:32,44 | Hayley Simmonds · Nagy-Britannia (GBR)     | 37:44,57 |

### Pálya-kerékpározás
| Versenyszám                | Arany                                                                                    | Arany    | Ezüst                                                                                        | Ezüst    | Bronz                                                                                                | Bronz    |
| -------------------------- | ---------------------------------------------------------------------------------------- | -------- | -------------------------------------------------------------------------------------------- | -------- | --- | -------- |
| Férfi keirin               | Harrie Lavreysen · Hollandia (NED)                                                       | 9,911    | Rayan Helal · Franciaország (FRA)                                                            |          | Gyenyisz Dmitrijev · Oroszország (RUS)                                                               |          |
| Női keirin                 | Simona Krupeckaitė · Litvánia (LTU)                                                      | 11,522   | Shanne Braspennincx · Hollandia (NED)                                                        |          | Darja Smeljova · Oroszország (RUS)                                                                   |          |
| Férfi madison              | Svájc (SUI) · Robin Froidevaux · Tristan Marguet                                         | 43 pont  | Hollandia (NED) · Jan-Willem van Schip · Yoeri Havik                                         | 41 pont  | Ausztria (AUT) · Andreas Graf · Andreas Mueller                                                      | 37 pont  |
| Női madison                | Nagy-Britannia (GBR) · Jessica Roberts · Megan Barker                                    | 44 pont  | Hollandia (NED) · Kirsten Wild · Amber van der Hulst                                         | 40 pont  | Oroszország (RUS) · Diana Klimova · Marija Novolodszkaja                                             | 39 pont  |
| Férfi omnium               | Jan-Willem van Schip · Hollandia (NED)                                                   | 178 pont | Franck Schir · Svájc (SUI)                                                                   | 144 pont | Daniel Staniszewski · Lengyelország (POL)                                                            | 126 pont |
| Női omnium                 | Kirsten Wild · Hollandia (NED)                                                           | 150 pont | Jevgenyija Augusztyinasz · Oroszország (RUS)                                                 | 123 pont | Elisa Balsamo · Olaszország (ITA)                                                                    | 120 pont |
| Férfi scratch              | Hrísztosz Volikákisz · Görögország (GRE)                                                 | 17:57    | Filip Prokopyszyn · Lengyelország (POL)                                                      |          | Javheni Karaljok · Fehéroroszország (BLR)                                                            |          |
| Női scratch                | Kirsten Wild · Hollandia (NED)                                                           | 13:17    | Martina Fidanza · Olaszország (ITA)                                                          |          | Hanna Cerah · Fehéroroszország (BLR)                                                                 |          |
| Férfi 1 km-es időfutam     | Tomáš Bábek · Csehország (CZE)                                                           | 1:00,606 | Francesco Lamon · Olaszország (ITA)                                                          | 1:01,152 | Krzysztof Maksel · Lengyelország (POL)                                                               | 1:01,351 |
| Női 500 m-es időfutam      | Darja Smeljova · Oroszország (RUS)                                                       | 33,209   | Olena Sztarikova · Ukrajna (UKR)                                                             | 33,389   | Miriam Vece · Olaszország (ITA)                                                                      | 34,151   |
| Férfi egyéni üldözőverseny | Ivan Szmirnov · Oroszország (RUS)                                                        | 4:14,675 | Davide Plebani · Olaszország (ITA)                                                           | 4:18,102 | Claudio Imhof · Svájc (SUI)                                                                          | 4:15,768 |
| Női egyéni üldözőverseny   | Taccjana Sarakova · Fehéroroszország (BLR)                                               | 3:32,045 | Marta Cavalli · Olaszország (ITA)                                                            | 3:37,489 | Tamara Dronova · Oroszország (RUS)                                                                   | 3:34,371 |
| Férfi csapat üldözőverseny | Oroszország (RUS) · Gleb Szirnyica · Nyikita Berszenyev · Lev Gonov · Ivan Szmirnov      |          | Olaszország (ITA) · Francesco Lamon · Carloalberto Giordani · Davide Plebani · Liam Bertazzo | OVL      | Svájc (SUI) · Franck Schir · Robin Froidevaux · Lukas Rueegg · Claudio Imhof                         | 3:54,210 |
| Női csapat üldözőverseny   | Olaszország (ITA) · Elisa Balsamo · Martina Alzini · Marta Cavalli · Letizia Paternoster | 4:18,695 | Nagy-Britannia (GBR) · Jessica Roberts · Megan Barker · Jennifer Holl · Josie Knight         | 4:21,173 | Lengyelország (POL) · Katarzyna Pawlowska · Justyna Kaczkowksa · Karolina Karasiewicz · Nikol Płosaj | 4:25,906 |
| Férfi pontverseny          | Hrísztosz Volikákisz · Görögország (GRE)                                                 | 45 pont  | Jan-Willem van Schip · Hollandia (NED)                                                       | 38 pont  | Dmitrij Muhomegyijarov · Oroszország (RUS)                                                           | 25 pont  |
| Női pontverseny            | Hanna Szolovej · Ukrajna (UKR)                                                           | 30 pont  | Verena Eberhardt · Ausztria (AUT)                                                            | 27 pont  | Jarmila Machačová · Csehország (CZE)                                                                 | 25 pont  |
| Férfi egyéni sprint        | Jeffrey Hoogland · Hollandia (NED)                                                       |          | Harrie Lavreysen · Hollandia (NED)                                                           |          | Gyenyisz Dmitrijev · Oroszország (RUS)                                                               |          |
| Női egyéni sprint          | Anasztaszija Vojnova · Oroszország (RUS)                                                 |          | Mathilde Gros · Franciaország (FRA)                                                          |          | Darja Smeljova · Oroszország (RUS)                                                                   |          |
| Férfi csapatsprint         | Hollandia (NED) · Roy van den Berg · Harrie Lavreysen · Jeffrey Hoogland                 | 42,385   | Franciaország (FRA) · Grégory Baugé · Rayan Helal · Quentin Caleyron                         | 43,787   | Nagy-Britannia (GBR) · Jack Carlin · Jason Kenny · Ryan Owens                                        |          |
| Női csapatsprint           | Oroszország (RUS) · Darja Smeljova · Anasztaszija Vojnova                                | 32,317   | Litvánia (LTU) · Simona Krupeckaitė · Miglė Marozaitė                                        | 33,225   | Hollandia (NED) · Kyra Lamberink · Shanne Braspennincx                                               | 33,317   |